# 焦河蓝蛤
焦河蓝蛤（学名：Potamocorbula ustulata），是海螂目抱蛤科河篮蛤属的一种。主要分布于中国大陆，常栖息在潮间带至潮下带。